# Lausireme
Lausireme is een bestuurslaag in het regentschap Dairi van de provincie Noord-Sumatra, Indonesië. Lausireme telt 2341 inwoners (volkstelling 2010).